# Débat du Vin et de l’Eau
 (février 2024).
Le Débat du Vin et de l’Eau (ou Debat du Vin et de l'Eaue) est une ballade écrite par Pierre Jamec (ou Pieire Jamec) qui est connue par six éditions réalisées entre 1490 et 1527, dont la plus ancienne est celle imprimée par Jean du Pré entre 1490 et 1492. La ballade est composée de 312 ou de 316 vers selon les éditions. Elle met en scène un débat entre les personnifications du vin et de l’eau, un thème commun à trois autres textes des XIIIe et XIVe siècles : le fabliau Desputoison du Vin et de l’Eaue, un poème en latin dont le titre est également Débat de l’Eau et du Vin et un texte espagnol intitulé Razon feyta d’Amor con Denuestos del agua y del vino.